# Людина, яка застрелила Ліберті Веленса
«Людина, яка застрелила Ліберті Веланса» (англ. The Man Who Shot Liberty Valance) — пізній вестерн Джона Форда, головні ролі в якому зіграли Джон Вейн, Джеймс Стюарт і Лі Марвін. Фільм, що висвітлює відносність понять про істину в історії, витриманий в елегічному тоні з нотками песимізму, що відповідає темі прощання з Диким Заходом, на зміну якому невблаганно приходить сучасна цивілізація. 2007 року включений до Національного реєстру фільмів Бібліотеки Конгресу США.

## Сюжет
Наприкінці XIX або на початку XX століття сенатор США Ренсом «Ранс» Стоддард і його дружина Геллі прибувають до Шинбоуна, прикордонного містечка в неназваному західному штаті, щоб бути присутніми на похороні Тома Доніфона. На запитання редактора місцевої газети, чому сенатор приїхав на похорон бідного ранчо, Стоддард розповідає історію 25-річної давнини.

## У ролях
- Джеймс Стюарт
- Джон Вейн
- Віра Майлз
- Лі Марвін
- Едмонд О'Браєн